# Coppa del Presidente 1995
La Coppa del Presidente 1995 (in turco Cumhurbaşkanlığı Kupası 1995) è stata disputata allo stadio 19 maggio di Ankara il 27 maggio 1995 e ha visto contrapposte il Beşiktaş, vincitore della Süper Lig 1994-1995, e il Trabzonspor, vincitore della Coppa di Turchia 1994-1995.
Il trofeo è stato vinto dal Trabzonspor, che ha vinto la partita per 2-0 grazie alle reti di Hami Mandıralı e Abdullah Ercan.

## Tabellino
| Arbitro: | Ahmet Çakar |

|  |           |                                       |
|  | Marcatori | 30’ Hami Mandıralı 89’ Abdullah Ercan |

|                | Beşiktaş: |                     |  |  |     |
|                |           |                     |  |  |     |
|                | 1         | Raimond Aumann      |  |  |     |
|                | 2         | Ali Günçar          |  |  |     |
|                | 3         | Recep Çetin         |  |  |     |
|                | 4         | Alpay Özalan        |  |  |     |
|                | 5         | Fani Madida         |  |  |     |
|                | 6         | Mehmet Özdilek      |  |  | 75’ |
|                | 7         | Sergen Yalçın       |  |  |     |
|                | 8         | Eyjólfur Sverrisson |  |  | 55’ |
|                | 9         | Sertan Eser         |  |  |     |
|                | 10        | Mutlu Topçu         |  |  |     |
|                | 11        | Ertuğrul Sağlam     |  |  |     |
| panchina:      |           |                     |  |  |     |
|                |           | Oktay Derelioğlu    |  |  | 55’ |
|                |           | Rıza Çalımbay       |  |  | 75’ |
| allenatore:    |           |                     |  |  |     |
| Christoph Daum |           |                     |  |  |     |

|             | Trabzonspor: |                   |  |  |     |
|             |              |                   |  |  |     |
|             | 1            | Nihat Tümkaya     |  |  |     |
|             | 2            | Cengiz Atila      |  |  |     |
|             | 3            | Ogün Temizkanoğlu |  |  |     |
|             | 4            | Osman Özköylü     |  |  |     |
|             | 5            | Lemi Çelik        |  |  |     |
|             | 6            | Hami Mandıralı    |  |  |     |
|             | 7            | Tolunay Kafkas    |  |  |     |
|             | 8            | Ünal Karaman      |  |  | 12’ |
|             | 9            | Abdullah Ercan    |  |  |     |
|             | 10           | Orhan Kaynak      |  |  | 89’ |
|             | 11           | Shota Arveladze   |  |  |     |
| panchina:   |              |                   |  |  |     |
|             |              | Soner Boz         |  |  | 12’ |
|             |              | Archil Arveladze  |  |  | 89’ |
| allenatore: |              |                   |  |  |     |
| Şenol Güneş |              |                   |  |  |     |